# Dörflas (Lichtenberg)
Dörflas ist ein Gemeindeteil der Stadt Lichtenberg im Landkreis Hof (Oberfranken, Bayern). Dörflas liegt in der Gemarkung Lichtenberg.

## Geografie
Der Weiler liegt auf freier Flur auf einer Hochebene des Frankenwaldes an der Staatsstraße 2196, die nach Lichtenberg (1,6 km nordöstlich) bzw. nach Bad Steben verläuft (1 km südwestlich).

## Geschichte
Dörflas gehörte zur Realgemeinde Untersteben. Gegen Ende des 18. Jahrhunderts bestand Dörflas aus drei Anwesen. Die Hochgerichtsbarkeit hatte das bayreuthische Kasten- und Richteramt Lichtenberg. Die Hofkanzlei Bayreuth war Grundherr der drei Gebäude.
Von 1797 bis 1810 unterstand Dörflas dem Justiz- und Kammeramt Hof. Infolge des Ersten Gemeindeedikts wurde Dörflas dem 1812 gebildeten Steuerdistrikt Lichtenberg und der zugleich gebildeten Munizipalgemeinde Lichtenberg zugewiesen.

### Einwohnerentwicklung
| Jahr      | 1799  | 1819  | 1861   | 1871   | 1885   | 1900   | 1925   | 1950   | 1961   | 1970   | 1987  |
| Einwohner | 18    | 22    | 21     | 19     | 12     | 13     | 19     | 18     | 10     | 14     | 13    |
| Häuser    | 3     |       |        |        | 3      | 3      | 3      | 3      | 3      |        | 3     |
| Quelle    | [ 8 ] | [ 9 ] | [ 10 ] | [ 11 ] | [ 12 ] | [ 13 ] | [ 14 ] | [ 15 ] | [ 16 ] | [ 17 ] | [ 1 ] |

## Religion
Dörflas ist evangelisch-lutherisch geprägt und bis heute nach St. Johannes (Lichtenberg) gepfarrt.